# Bergkiefer
Die Bergkiefer (Pinus mugo) ist eine vielgestaltige Pflanzenart aus der Gattung der Kiefern (Pinus) innerhalb der Familie der Kieferngewächse (Pinaceae).

## Beschreibung und Phänologie

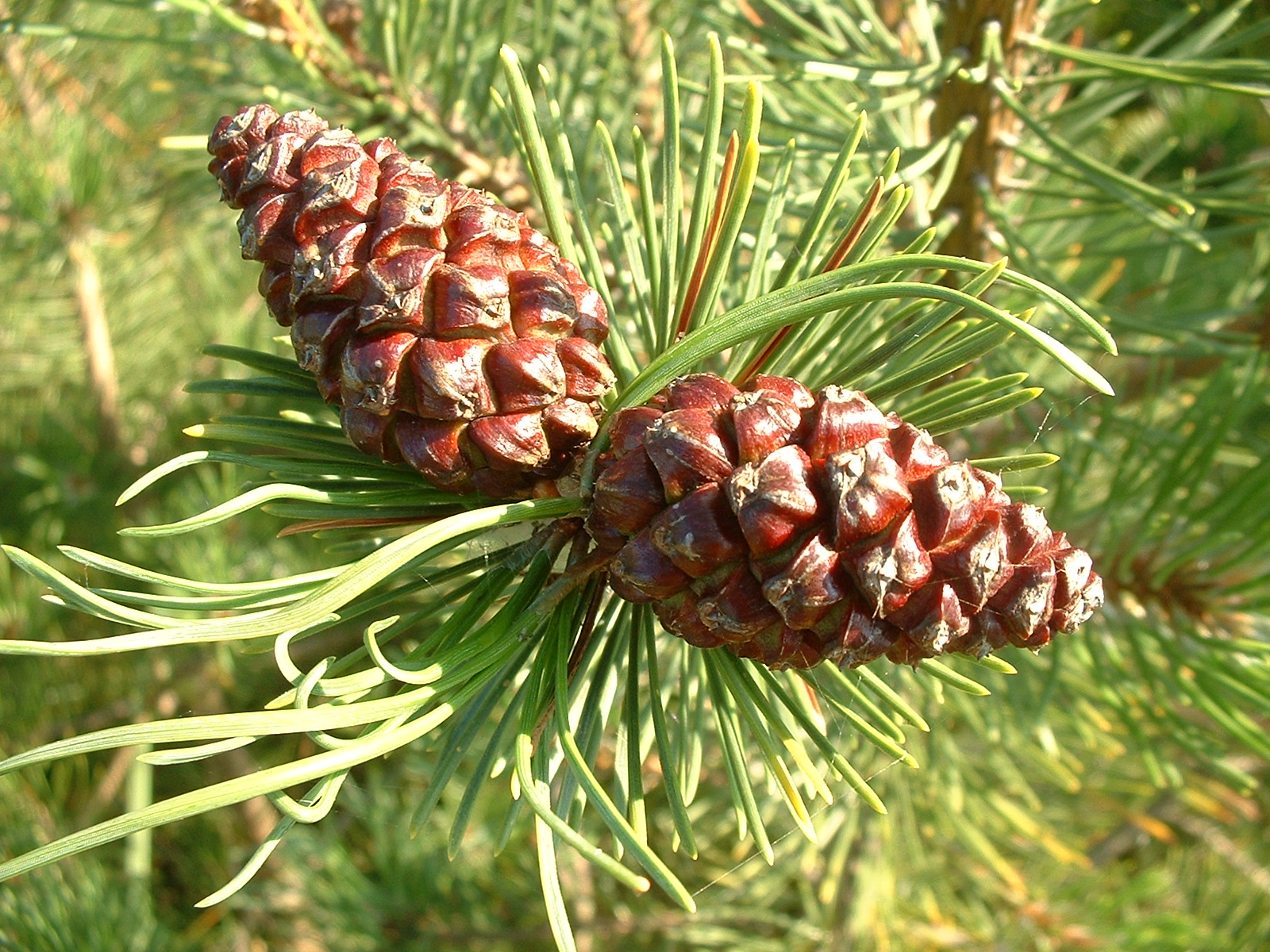
Junge Zapfen

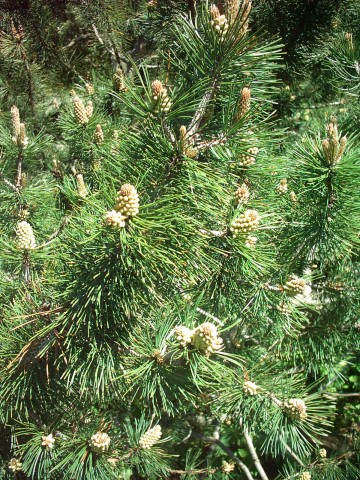
Pinus mugo subsp. mugo, blühende Legföhre

### Vegetative Merkmale

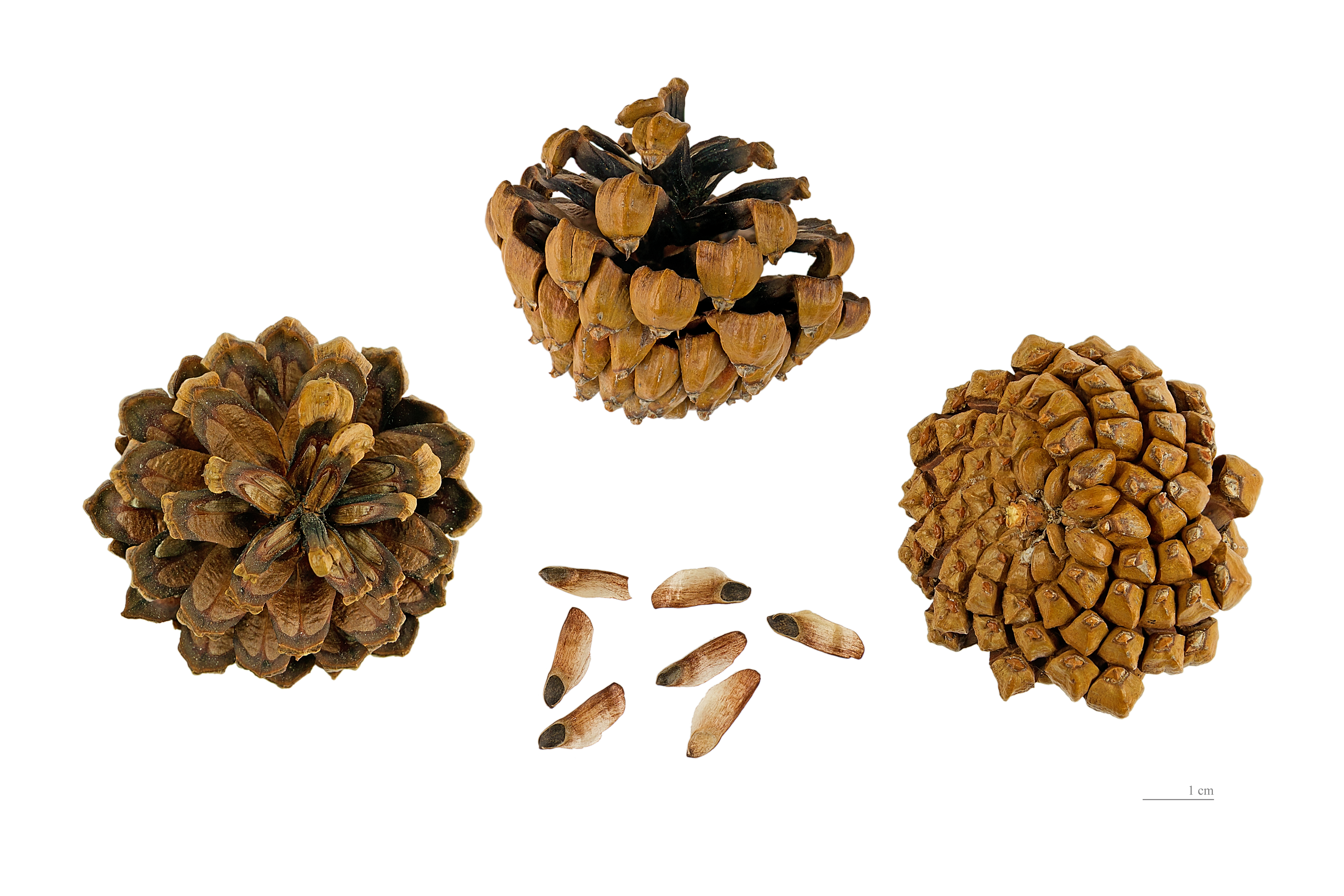
Reife Zapfen und Samen von Pinus mugo subsp. uncinata

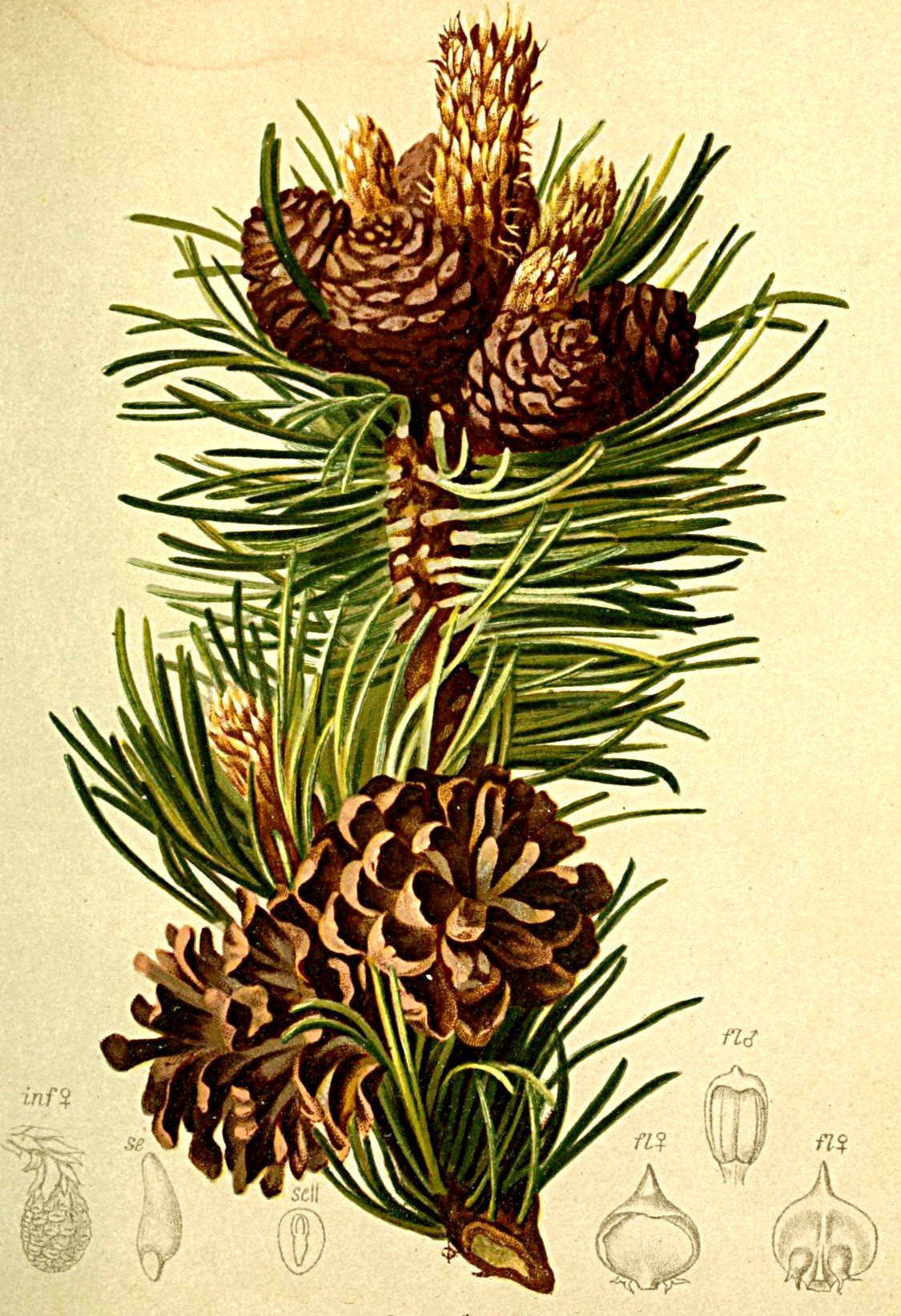
Illustration aus Atlas der Alpenflora von Pinus mugo subsp. mugo

Die Bergkiefer wächst als immergrüne verholzende Pflanze.
Die paarweise an den Kurztrieben stehenden Nadeln sind dunkelgrün, spitz und bis zu 5 Zentimeter lang. Ihre Lebensdauer beträgt 5 bis 10 Jahre.

### Generative Merkmale
Die Bergkiefer ist einhäusig getrenntgeschlechtig (monözisch), es kommen somit männliche und weibliche Zapfen auf einem Individuum vor. Die Pollen werden am Grund junger Langtriebe gebildet, anstelle von beblätterten Kurztrieben in den Achseln von Schuppenblättern.
Die Samenanlagen sitzen offen auf schuppenförmigen Fruchtblättern, sind also nicht in einem Fruchtknoten eingeschlossen (Nacktsamer). Die harten und eiförmigen weiblichen Zapfen werden nahe dem Ende junger Langtriebe angesetzt. Die weiblichen Zapfen sind kaum länger als 10 Millimeter, sind blass-rosafarben bis rot und wachsen bis zum ersten Herbst kaum. Im zweiten Jahr wachsen sie und reifen; dann geben sie die geflügelten Samen frei. Diese sind 4 bis 5 Millimeter groß.
Die Samenzapfen sind symmetrisch; die Spirke hat asymmetrische Zapfen. Der Zapfenstiel (sofern vorhanden) ist zentrisch und gerade, d. h. in der Zapfenachse liegend. Der Schild der Samenschuppen ist meist flach, selten etwas aufgewölbt bis kegelig. Die Zapfen sind 3 und 7 Zentimeter lang. Sind die Zapfen geöffnet, erreichen sie einen Durchmesser von 2 bis 5 Zentimetern. Auf die Blütezeit während der Sommermonate Juni und Juli folgt die Samenreife im Oktober. Die Entwicklung der Früchte erfolgt über einen Zeitraum von drei Jahren.

## Systematik

### Taxonomie
Die Erstveröffentlichung von Pinus mugo erfolgte 1764 durch Antonio Turra in Giornale d'Italia spettante alla scienza naturale, e principalmente all'agricoltura, alle arti, ed al commercio Band 1, S. 152. Synonyme für Pinus mugo Turra sind Pinus montana Mill., Pinus mughus Scop.

### Unterarten
Die Bergkiefer kommt in mindestens drei Unterarten und weiteren Zwischenformen vor, die sich insbesondere in ihrer Gestalt und ihrem Vorkommen deutlich unterscheiden. Alle drei Unterarten der Bergkiefer haben die Chromosomenzahl 2n = 24. Bei anderen Autoren haben sie den Rang von Arten.
Die Unterarten bilden Bastarde: sie sind also hybridogen verbunden, und es gibt eine Reihe von Zwischensippen.

#### Pinus mugosubsp.mugo(Latsche, Legföhre, Krüppelkiefer)

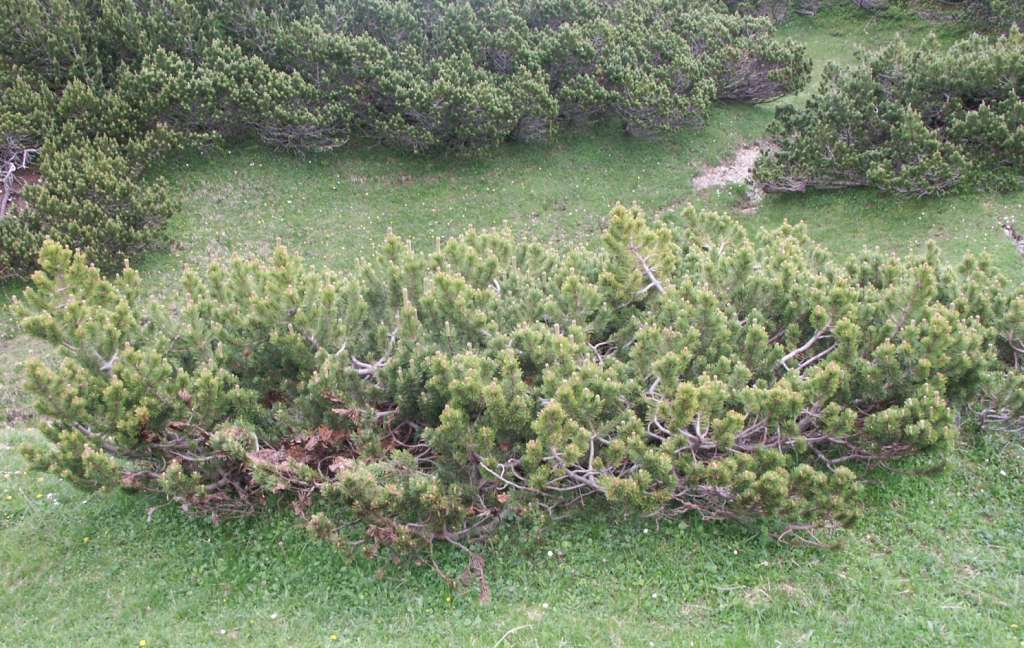
Habitus von Pinus mugo subsp. mugo

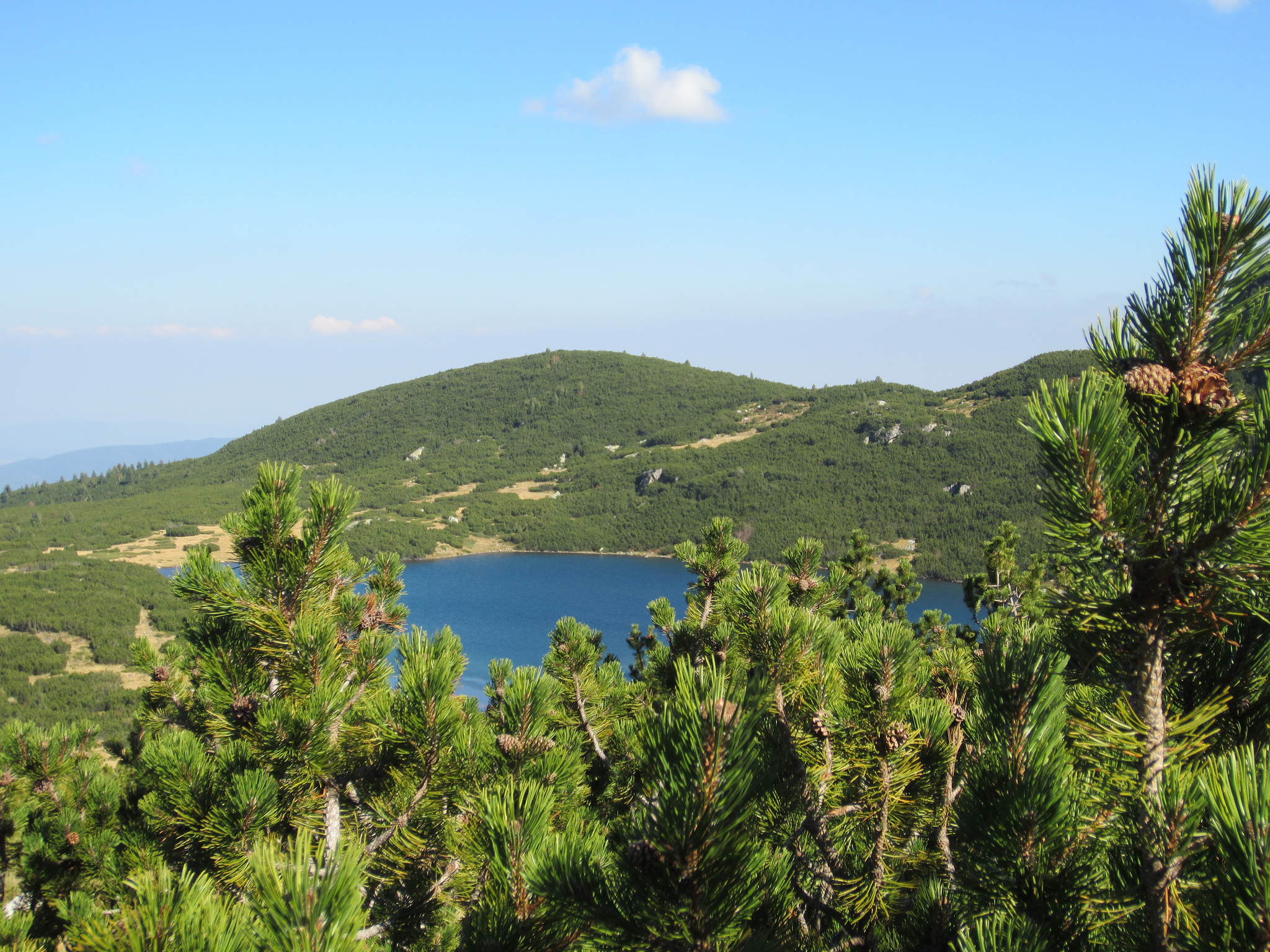
Pinus mugo subsp. mugo

Pinus mugo Turra subsp. mugo, auch Latsche, Latschenkiefer, Bergföhre, Legföhre, Legkiefer, Zunter, Krummholzkiefer oder Krüppelkiefer genannt: Diese Unterart wächst meist strauchartig und erreicht Wuchshöhen von 1 bis 3 Metern. Sie ist gekennzeichnet durch ihren krummen Wuchs mit niederliegenden bis bogig aufsteigenden Stämmen und Ästen; diese bilden oft ein undurchdringliches Gewirr („Latschenfilz“ oder „Latschenfeld“). Der Stamm der Latsche ist lang, liegt aber am Boden und ist kaum erkennbar.
Die Hauptvorkommen der Latschenkiefer liegen in den Alpen, dem Erzgebirge, den Karpaten, sowie dem nördlichen Apennin und den Gebirgen der Balkanhalbinsel (Balkangebirge, Dinariden, Pirin, Rhodopen) in Höhenlagen von 1000 bis 2700 Metern. In Österreich ist sie bis auf Wien und Burgenland in allen Bundesländern häufig vertreten.
Die Latschenkiefer wächst vor allem in der subalpinen Krummholzzone ozeanischer Hochgebirge und  ist dort mit Alpenrosen vergesellschaftet. Darüber hinaus besiedelt sie mäßig trockene, felsige, sehr nasse, kalte oder von zerstörerischen Schneebewegungen (Lawinen) geprägte Standorte. Latschen können wie Grünerlen selbst Hänge besiedeln, auf denen häufig Lawinen abgehen, die sämtliche andere Baumarten restlos zerstören. Von für das Baumwachstum günstigeren Standorten wird die Latsche von anspruchsvolleren und dort konkurrenzkräftigeren Klimaxbaumarten, wie etwa der Rotbuche, verdrängt, sofern die natürlichen Konkurrenzverhältnisse nicht durch Wildverbiss, Weidevieh, Alm- und Forstwirtschaft oder sonstige menschliche Aktivitäten verzerrt werden. Als Ziergehölz wird sie häufig in Gärten gepflanzt, wo sie in menschlicher Obhut vor Konkurrenzbaumarten (v. a. Lichtkonkurrenz) geschützt besser gedeiht als in ihrem natürlichen Lebensraum.

#### Pinus mugosubsp.uncinata(Spirke, Hakenkiefer, Aufrechte Bergkiefer)

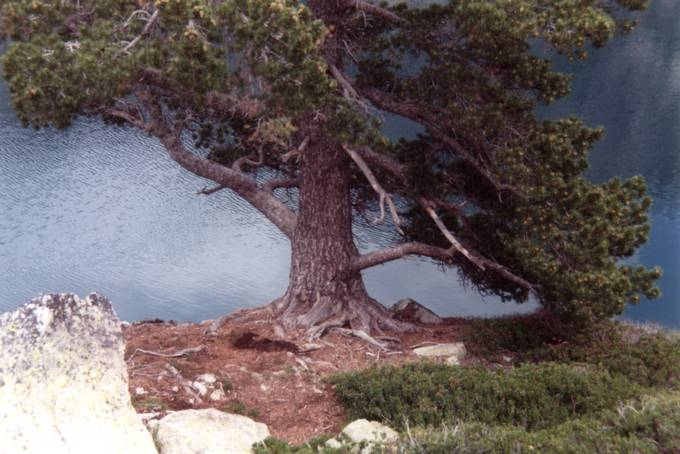
Pinus mugo subsp. uncinata, Spirke oder Aufrechte Bergkiefer

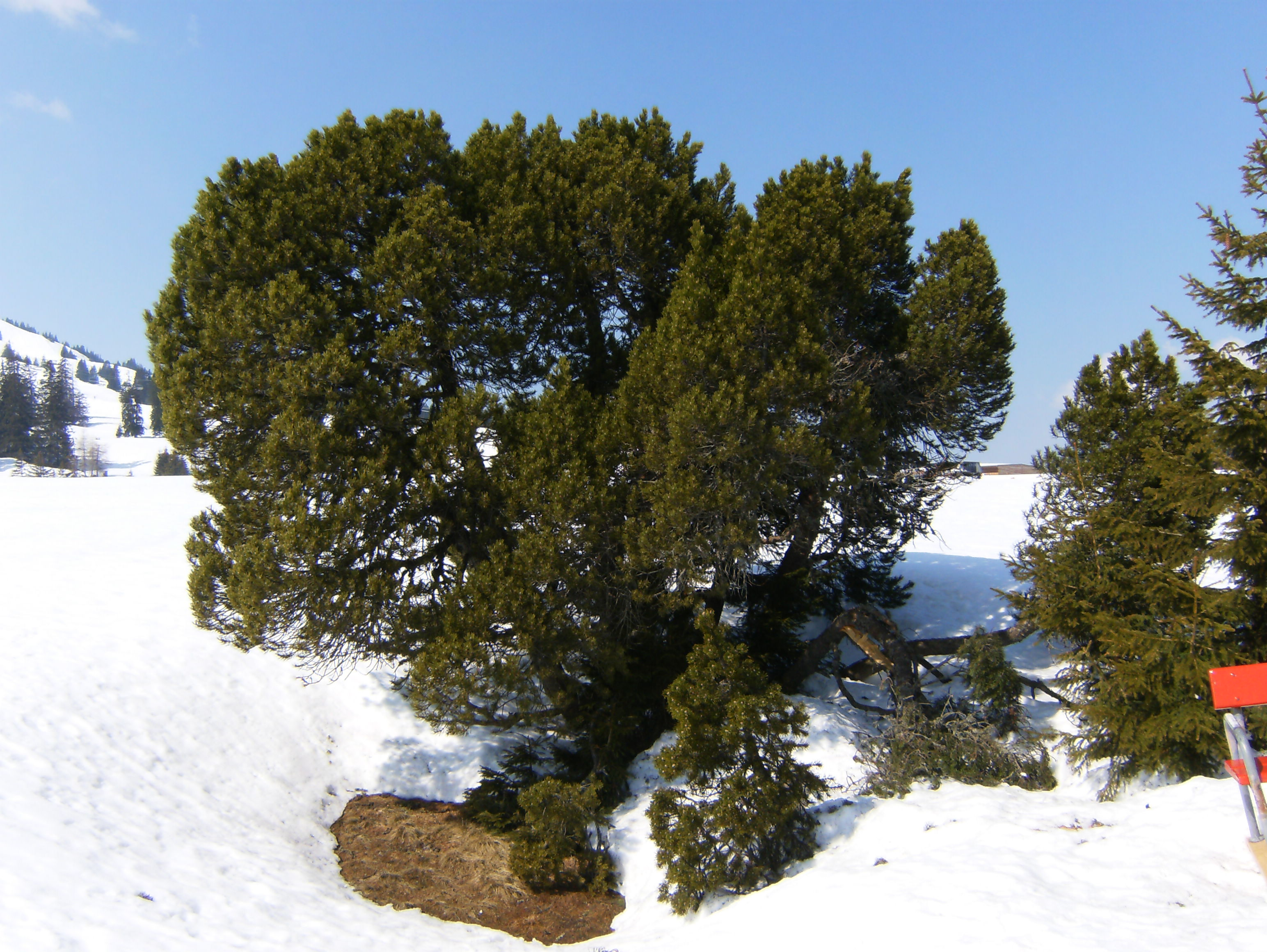
Pinus mugo subsp. rotundata

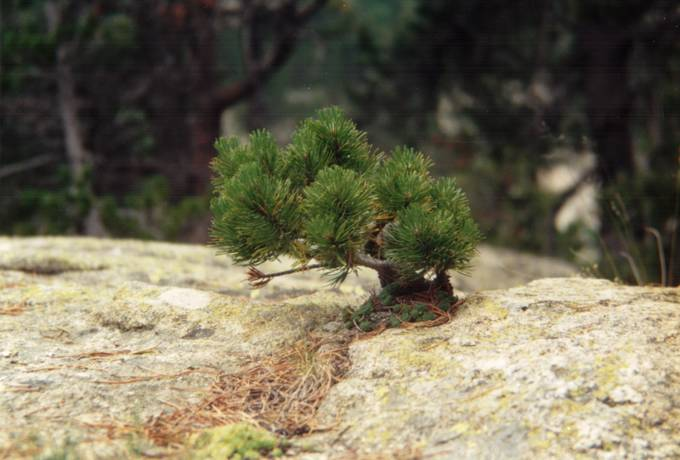
Pinus mugo subsp. uncinata, Spirke als untypischer „natürlicher Bonsai“

Pinus mugo subsp. uncinata (DC.) Domin, auch Spirke, Hakenkiefer oder Aufrechte Bergkiefer genannt. Von manchen Botanikern wird sie als eine eigene Art Pinus uncinata DC. angesehen. Die Spirke wächst baumförmig und erreicht Wuchshöhen bis zu 25 Metern.
Die Hakenkiefer kommt in den Pyrenäen, dem französischen Zentralmassiv, dem Schweizer Jura, den West- und Schweizer Zentralalpen sowie den Nordalpen (z. B. im Wimbachtal, Friedergries und am Fernpass als größter Spirkenwald Österreichs) vor. Im Jura besiedelt sie Höhenlagen von 500 bis 1700 Metern und im Wallis von 900 bis 2300 Metern. Die Spirke bildet teilweise ausgedehnte Reinbestände, wächst insbesondere in den unteren Lagen aber auch vergesellschaftet mit Lärche, Arve und Waldkiefer.

#### Pinus mugosubsp.rotundata(Moorspirke)
Pinus mugo (Link) Janch. & H.Neumayer subsp. rotundata, auch Moor-Bergkiefer oder Moor-Spirke genannt, steht im Habitus zwischen der Latsche und der Spirke. Je nach Standort ähnelt sie mit niederliegend-aufstrebenden Ästen ohne erkennbaren Hauptstamm der Leg-Föhre oder als aufrechter, oft mehrstämmiger Baum von 8 bis 10 Metern Wuchshöhe der Haken-Kiefer.
Sie kommt in den Vogesen, im Schwarzwald, dem Alpenvorland, dem Bayerischen Wald, Südböhmen, dem Fichtel- und Erzgebirge sowie in der Lausitz vor. Die Moor-Spirke ist Gehölz der montanen Stufe und wächst vorwiegend in Höhen zwischen 800 und 1200 Metern. In den Allgäuer Alpen steigt sie auf dem Windecksattel am Gottesacker in eine Höhenlage von bis zu 1750 Metern auf.

## Ökologie
In Nordlagen, bei zu langer Schneebedeckung, wird die Latsche sehr durch den Pilz Herpotrichia nigra (Schwarzer Schneeschimmel) geschädigt (schwärzliche, zusammengeklebte Nadelbüschel).
Die elastischen Äste sind dem winterlichen Schneedruck der Hochlagen angepasst.

## Holz
Das Holz der Latsche ist hart und schwer spaltbar, d. h., es weist eine gute Querfestigkeit auf
und ist wenig elastisch. Aufgrund seines Harzgehaltes verströmt es Harzgeruch. Es hat einen rötlichen Kern, der unter Lichteinfluss nachdunkelt sowie einen Splint, der 2 bis 4 Zentimeter breit und gelblich-weiß ist. Weiter typisch sind die seifige Oberfläche und relativ große Äste von dunkelbrauner Farbe.

## Verwendung
Die Verwendung des Holzes ist ähnlich wie bei der Waldkiefer.
Da die Stämme und Äste nicht sehr dick werden, sind sie allenfalls als Drechsler- und Schnitzholz verwertbar sowie für einfache Möbel, als Hobelware im Innen- und Außenbau und im Fensterbau. Frisch geschnitten ist der Splint allerdings sehr anfällig auf Bläuepilze.
Aus frischen Nadeln, Zweigspitzen und Ästen gewinnt man Latschenkiefernöl für kosmetische Produkte. In der Brennerei wird das Öl mittels Wasserdampfdestillation gewonnen. Als fertiges Latschenkiefernöl
kann es naturrein abgefüllt und zum Verkauf angeboten werden. Es dient zur äußerlichen sowie innerlichen Anwendung bei Katarrhen der oberen und unteren Atemwege. In medizinischen Bädern wird es zur unterstützenden Behandlung bei Erkrankungen des rheumatischen Formenkreises im nichtakuten Stadium eingesetzt.

## Auslesesorten
Es wurden einige Sorten ausgelesen (Auswahl):
- Pinus mugo (Bergföhre) – breit kegelförmiger Wuchs, 4 bis 5 m hoch, vielseitig verwendbar, auch für Sichtschutz
- Pinus mugo ‘Alpenzwerg’ – kegelförmiger, kompakter, langsamer Wuchs, bis 1,5 m hoch, für Tröge und kleine Gärten
- Pinus mugo ‘Carsten’ – kompakt, bis 3 m hoch und bis 6 m breit, Nadeln sind gelb bis hellgrün
- Pinus mugo ‘Gnom’ – dichtverzweigte, aufrecht und langsam wachsende Form, bis 3 m hoch und bis 2 m breit, Nadeln dicht gedrängt, dunkelgrün
- Pinus mugo ‘Henry’ – ausgesprochen zwergiger und langsamer Wuchs, dicht und kugelig, bis 40 Zentimeter hoch und 50 Zentimeter breit, sehr kurze Abstände zwischen den Verzweigungen, Jahreszuwachs nur 1 bis 3 Zentimeter, für kleinste Raumverhältnisse
- Pinus mugo ‘Humpy’ – breit kissenförmiger, dichter Wuchs, bis 30 Zentimeter hoch und 100 Zentimeter breit, sehr kurze, dicht gedrängte, grau-grüne Nadeln, für kleine Raumverhältnisse
- Pinus mugo ‘Mops’ – kugeliger Wuchs, bis 1,5 m hoch, langsam wachsend, Nadeln sind dunkelgrün, für Tröge gut geeignet,
- Pinus mugo ‘Mini Mops’ – Zwergform, flach, bis 50 Zentimeter hoch und bis 1 m breit, sehr langsam wachsend
- Pinus mugo mughus (Legföhre) – weniger stark, aber breiter wachsend als Pinus mugo, 2 bis 3 m hoch und breit, zur Abdeckung und als niedriger Sichtschutz
- Pinus mugo pumilio (Kriechföhre) – dichter und langsamer Wuchs, zudem breit und niederliegend, bis 80 Zentimeter hoch und 150 Zentimeter breit, für kleine Räume
- Pinus mugo ‘Wintergold’ – breiter buschiger Wuchs, bis 80 Zentimeter hoch und 120 Zentimeter breit, Nadeln im Sommer leicht gelb und im Winter schön goldgelb.

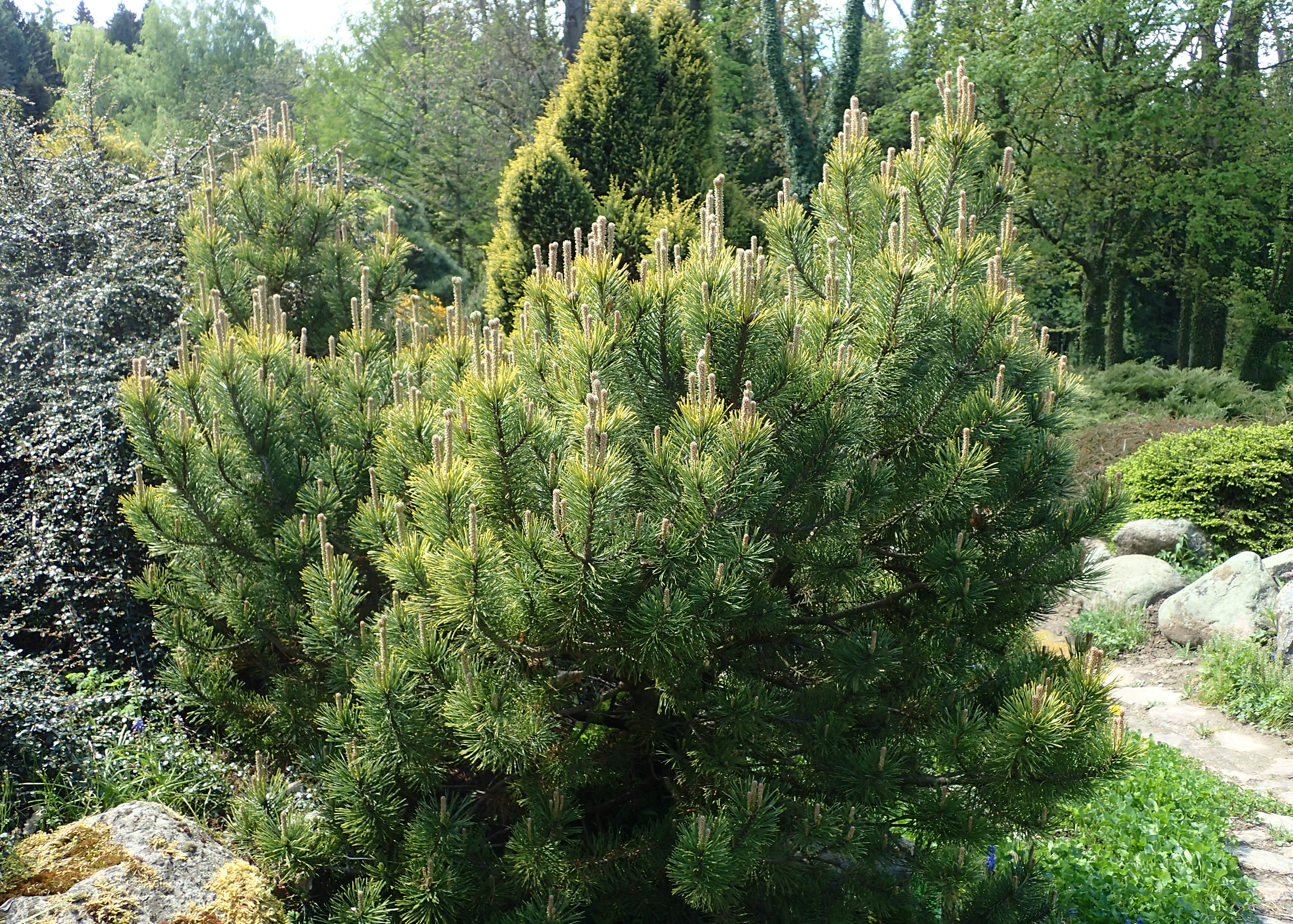
Pinus mugo ‘Carsten’
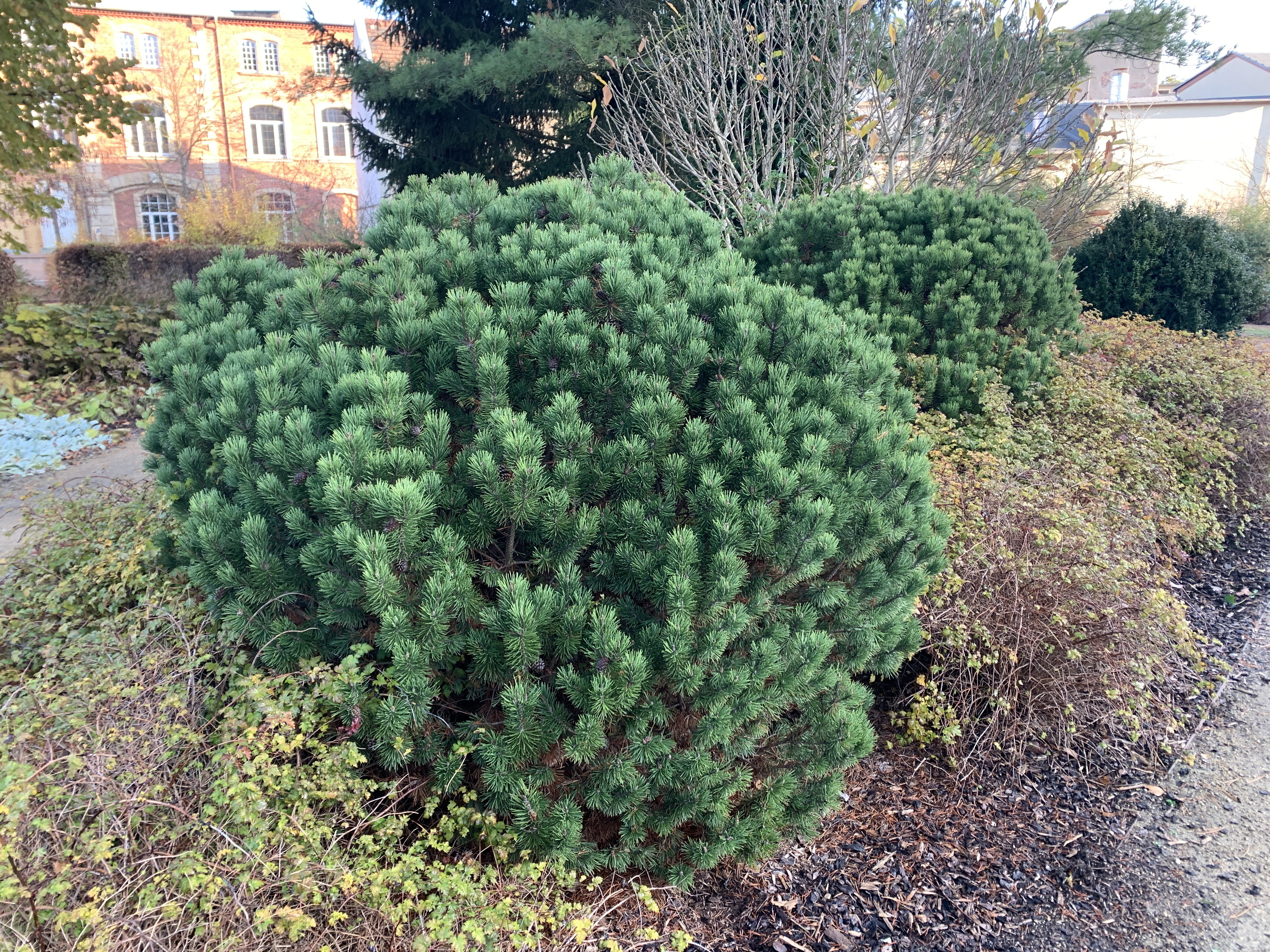
Pinus mugo ‘Gnom’
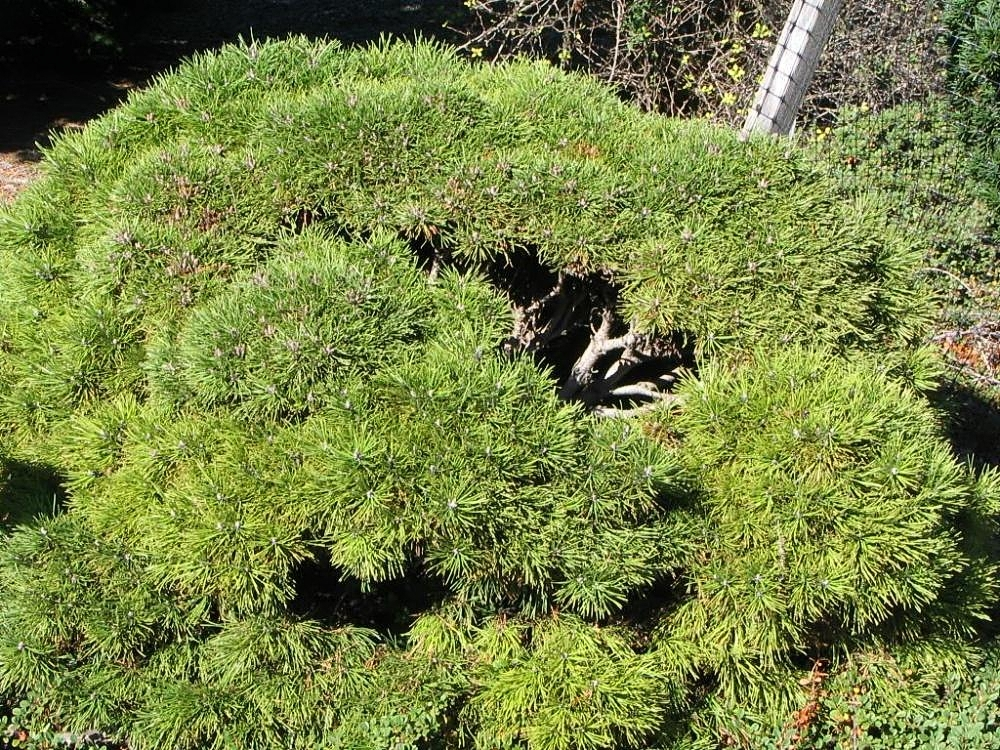
Pinus mugo ‘Mops’
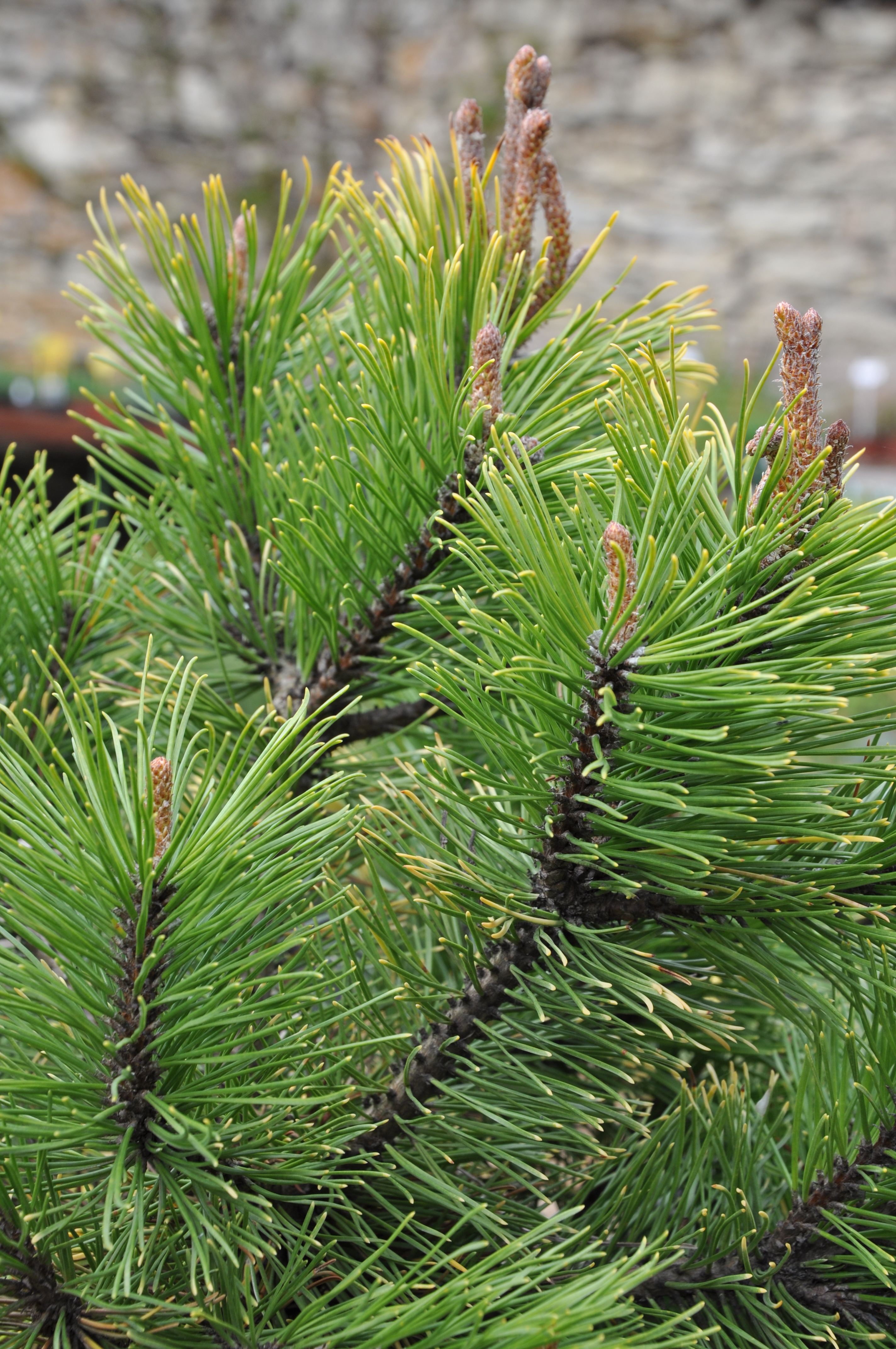
Pinus mugo ‘Wintergold’
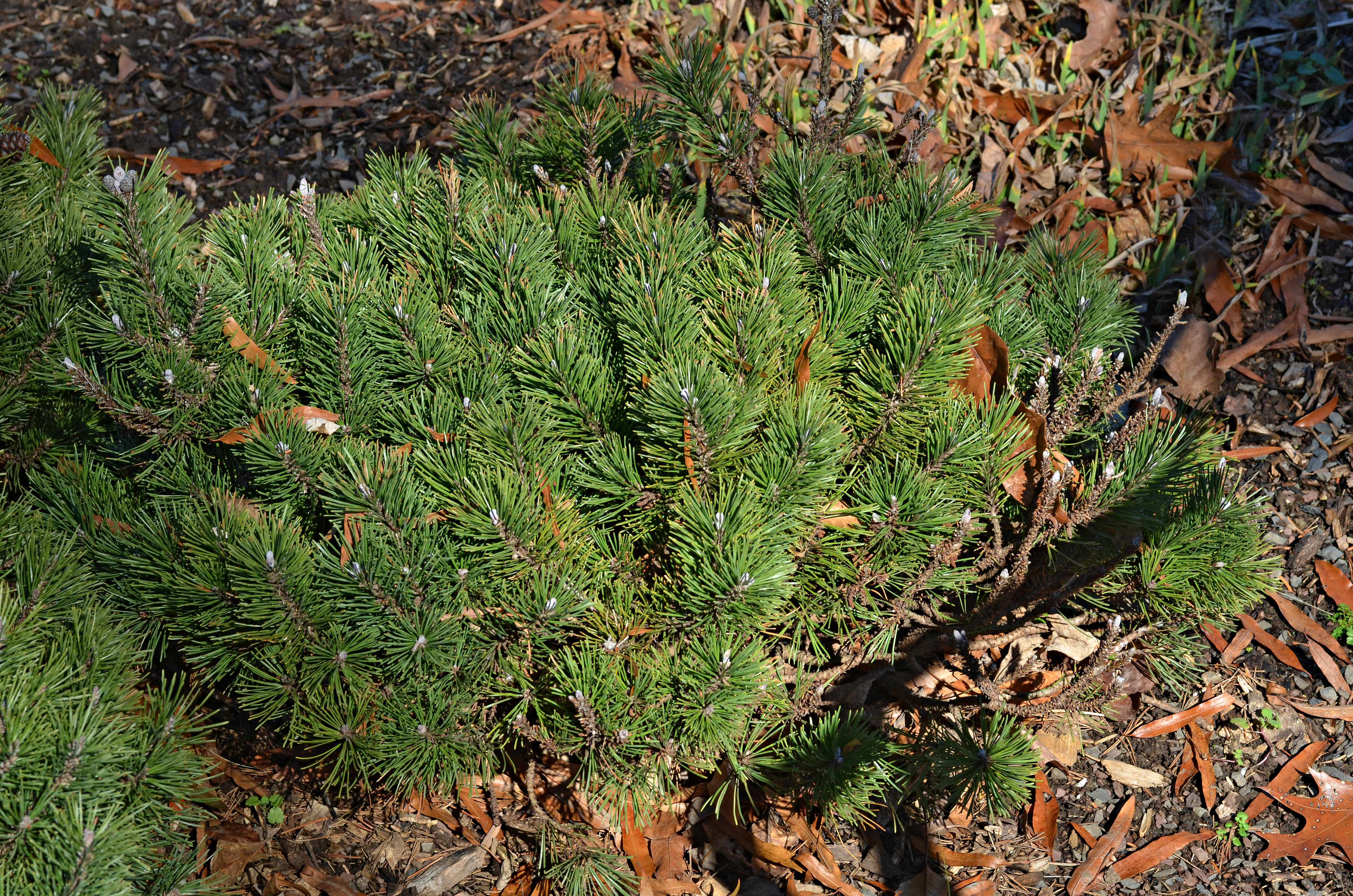
Pinus mugo subsp. mugo ‘Prostrata’